# Johnny Crawford
John Ernest Crawford (Los Angeles, 26 marzo 1946 – Los Angeles, 29 aprile 2021) è stato un attore, cantante e musicista statunitense, noto soprattutto come attore bambino nella serie televisiva The Rifleman (1958-1963).

## Biografia
Nato nel 1946 in California, Johnny Crawford proveniva da una famiglia di persone attive nel mondo dello spettacolo. I suoi nonni materni erano belgi; suo nonno era il violinista Alfred Eugene Mergelin. Suo nonno paterno, Bobby Crawford, era un editore che aveva lavorato con Irving Berlin a Al Jolson. I suoi genitori erano Betty Mergelin e Robert Lawrence Crawford Sr.
Continuando la tradizione di famiglia, intraprese fin da giovanissimo una carriera di attore e musicista e ottenne la sua prima parte importante alla televisione come attore bambino nel 1955, a 9 anni, quando fu scelto come uno dei Mousketeers nella stagione di apertura de Il club di Topolino di Walt Disney.
Dopo la sua partecipazione alla produzione della NBC Lux Video Theater di "Little Boy Lost", trasmessa in diretta il 15 marzo 1956, lavorò con continuità come attore bambino, accumulando in due anni più di 50 crediti televisivi e cinematografici, inclusi i film Courage of Black Beauty (1957) e I figli dello spazio (1958).
Nella primavera del 1958, alla ricerca di un ruolo dove poter mostrare le sue doti di attore e cavallerizzo, far parte di una compagnia di attori e avere maggiore stabilità anche per i suoi impegni scolastici, Crawford trovò l'opportunità grazie alla serie western The Rifleman, per la quale a 13 anni ottenne una candidatura agli Emmy Award per la sua interpretazione del giovane figlio di Chuck Connors, Mark McCain.. Quello stesso anno vennero candidati agli Emmy Award anche suo fratello, Robert L. Crawford Jr. (co-protagonista della serie televisiva Laramie della NBC) e il padre Robert Sr. (per il suo lavoro di editing in The Bob Cummings Show). Durante i cinque anni della serie, andata in onda sulla ABC dal 1958 al 1963, Crawford godette di grande popolarità tra gli adolescenti americani e intraprese anche una carriera discografica che tra il 1961 e il 1964 generò una decina di successi tra i dischi più venduti in quegli anni negli Stati Uniti.
Terminata la serie televisiva e gli studi alla scuola superiore, Crawford continuò a recitare in televisione e al cinema da adulto, anche se in modo saltuario. Interpretò la parte di un nativo americano nel film d'avventura Indian Paint (1965), un adolescente travagliato al fianco di Kim Darby in The Restless Ones (1965) e un giovane ferito mortalmente da John Wayne in El Dorado (1966).
A 19 anni, recitò anche in una produzione del musical Brigadoon di Alan Jay Lerner e Frederick Loewe a Cleveland, nell'Ohio. Alla carriera di attore alternò la sua passione sportiva per i rodei come membro della PRCA (Professional Rodeo Cowboys Association) e AJRA (American Junior Rodeo Association).
Arruolatosi per due anni nell'esercito degli Stati Uniti, lavorò alla realizzazione di film come coordinatore della produzione, assistente alla regia, supervisore alla sceneggiatura e attore occasionale. Terminato il servizio militare, uno dei suoi primi ruoli fu quello di un caporale dell'esercito ricercato per omicidio in By Numbers, episodio della serie Hawaii Five-O con Jack Lord (1968).
Nel 1971 interpretò il ruolo principale in The Resurrection of Broncho Billy, vincitore nel 1971 del premio Oscar al miglior cortometraggio. Nel 1973 recitò insieme a Victoria Principal nel film The Naked Ape.
Negli anni settanta partecipò al suo ultimo rodeo, e si appassionò alla musica degli anni venti e trenta. Fece apparizioni occasionali in locali, accompagnandosi alla chitarra.
Negli anni ottanta, apparve in nove spettacoli teatrali, dove fece ascoltare la sua sempre crescente collezione di registrazioni di band dance. Trascorse due anni a New York come cantante maschile per l'orchestra di danza vintage Nighthawks di Vince Giordano.
Dal 1990, Crawford fondò e diresse la Johnny Crawford Orchestra, con sede in California, specializzata in musica da ballo vintage per film, istruzione ed eventi speciali e con la quale pubblicò nel 2008 l'album Sweepin' the Clouds Away.
Nel 1995 si sposò con Charlotte Samco, che aveva conosciuto al liceo. Continuò a lavorare fino al 2019, quando gli venne diagnosticata la malattia di Alzheimer. Morì nel 2021, per le complicazioni della malattia neurodegenerativa: colpito da Covid-19, era riuscito a superare l'infezione.

## Filmografia parziale

### Cinema
- L'uomo dal vestito grigio (The Man in the Gray Flannel Suit), regia di Nunnally Johnson (1956) -- non accreditato
- Courage of Black Beauty, regia di Harold D. Schuster (1957)
- I figli dello spazio (The Space Children), regia di Jack Arnold (1958)
- Indian Paint, regia di Norman Foster (1965)
- Village of the Giants, regia di Bert I. Gordon (1965)
- The Restless Ones, regia di Dick Ross (1965)
- El Dorado, regia di Howard Hawks (1966)
- The Resurrection of Broncho Billy, cortometraggio, regia di James R. Rokos (1970)
- The Naked Ape, regia di Donald Driver (1973)
- I maledetti di Broadway (Bloodhounds of Broadway), regia di Howard Brookner (1989) -- non accreditato
- Il tredicesimo piano (The Thirteenth Floor), regia di Josef Rusnak (1999)
- The Marshal, regia di Wayne Shipley (2019)

### Televisione
- Il club di Topolino (The Mickey Mouse Club) – serie TV, 16 episodi (1955)
- Matinee Theatre – serie TV, 14 episodi (1956-1958)
- Il cavaliere solitario (The Lone Ranger) – serie TV, un episodio (1956)
- Telephone Time – serie TV, episodi 2x12-2x27 (1956-1957)
- The Loretta Young Show – serie TV, 3 episodi (1956-1957)
- The Frank Sinatra Show – serie TV, un episodio (1957)
- Mr. Adams and Eve – serie TV, episodio 2x13 (1957)
- Climax! – serie TV, episodio 3x17 (1957)
- Crossroads – serie TV, episodio 2x38 (1957)
- Have Gun – Will Travel – serie TV, 2 episodi (1956-1958)
- Avventure in elicottero (Whirlybirds) – serie TV, 3 episodi (1957-1958)
- The Restless Gun – serie TV, episodio 1x39 (1958)
- Trackdown – serie TV, 2 episodi (1958)
- The Rifleman – serie TV, 168 episodi (1958-1963)
- Mr. Novak – serie TV, episodi 2x06-2x24 (1964-1965)
- The Dick Powell Show – serie TV, episodio 2x21 (1963)
- Branded – serie TV, episodio 1x07 (1965)
- Mister Ed, il mulo parlante (Mister Ed) – serie TV, un episodio (1965)
- Gli uomini della prateria (Rawhide) – serie TV, episodio 8x13 (1965)
- Hawaii Squadra Cinque Zero (Hawaii Five-O) – serie TV, un episodio (1968)
- La grande vallata (The Big Valley) – serie TV, un episodio (1969)
- La casa nella prateria (Little House on the Prairie) – serie TV, episodio 3x10 (1976)
- La signora in giallo (Murder, She Wrote) – serie TV, episodio 2x07 (1985)
- Le nuove avventure di Guglielmo Tell (Crossbow) – serie TV, 6 episodi (1987-1988)

## Discografia (parziale)
- Daydreams #70 (June 25, 1961)
- Patti Ann #43 (April 6, 1962)
- Cindy’s Birthday #8 (June 22, 1962)
- Your Nose Is Gonna Grow #14 (August 3, 1962)
- Rumors #12 (December 14, 1962)
- Cry on My Shoulder #126 (1962)
- Proud # 29 (February 8, 1963)
- Cindy’s Gonna Cry #72 (October 4, 1963)
- Judy Loves Me #95 (January 17, 1964)
- Sandy #108 (1964)

## Riconoscimenti
- Young Hollywood Hall of Fame (1960's)
- Premi Emmy 1959 (nomination)

## Doppiatori italiani
Nelle versioni in italiano delle opere in cui ha recitato, Johnny Crawford è stato doppiato da:
- Luciano Roffi in La casa nella prateria
- Angelo Maggi in La signora in giallo
- Gianni Bersanetti in Le avventure di Guglielmo Tell